# The High Road
The High Road är en liveinspelad mini-LP av Roxy Music. Albumet spelades in på The Apollo Theatre i Glasgow och gavs ut 1983.

## Låtlista
1. "Can't Let Go" (Bryan Ferry) - 5:29
2. "My Only Love" (Bryan Ferry) - 7:23
3. "Like a Hurricane" (Neil Young) - 7:36
4. "Jealous Guy" (John Lennon) - 6:10

## Producerades av
Rhett Davis och Roxy Music

## Medverkande
Bryan Ferry, Phil Manzanera, Andy Mackay, Neil Hubbard, Andy Newmark, Alan Spenner, Jimmy Maelen, Guy Fletcher, Michelle Cobbs, Tawatha Agee